# Herbert Stanley Morrison

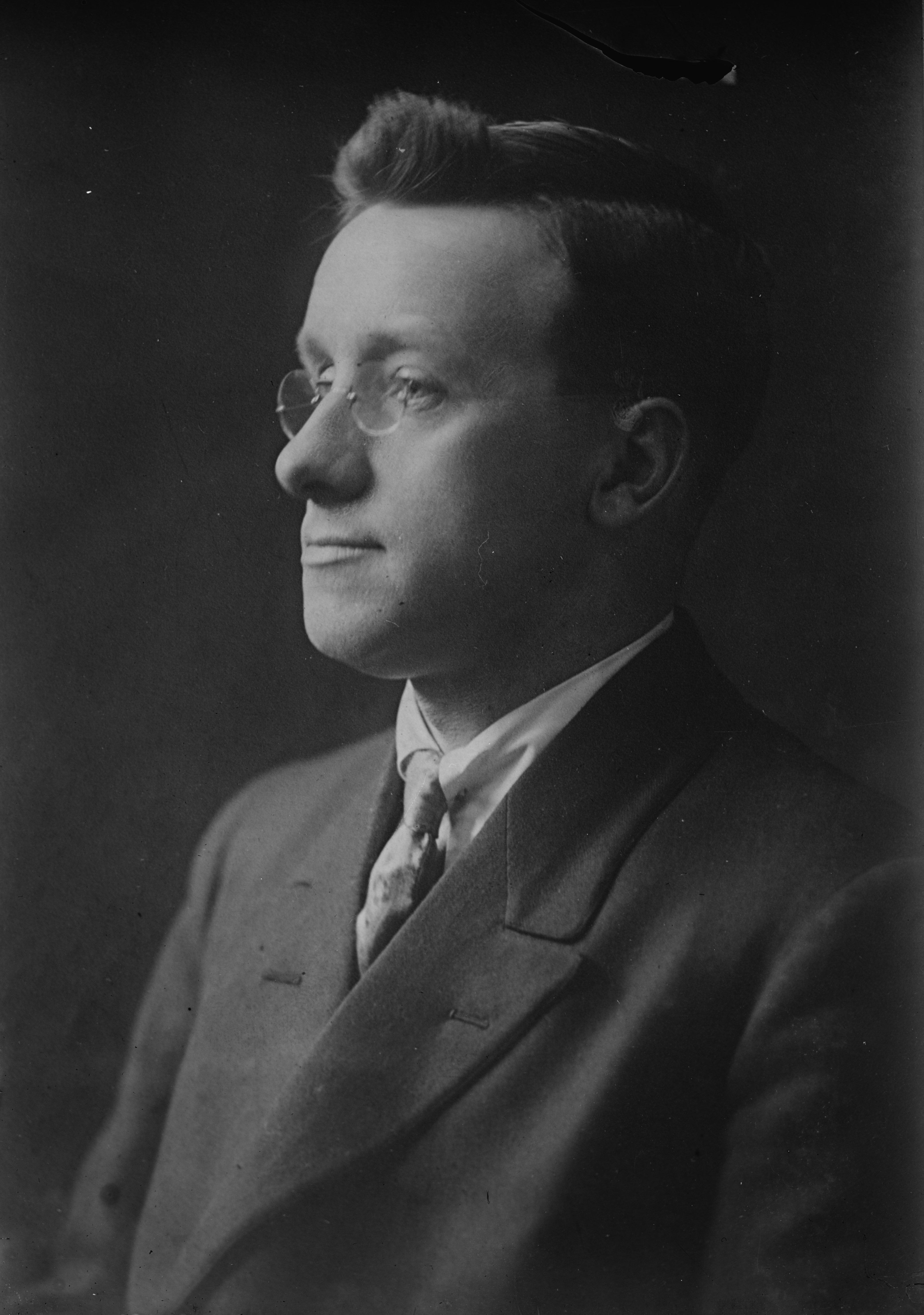
Herbert Morrison

Herbert Stanley Morrison, Baron Morrison of Lambeth CH (* 3. Januar 1888 in London; † 6. März 1965 in Sidcup) war ein britischer Politiker der Labour Party. Er gilt als einer der Vorkämpfer der britischen Sozialisierungspolitik, besonders im Verkehrswesen.

## Leben
Herbert Morrison wurde als Sohn eines Polizeiwachtmeisters im Londoner Stadtteil Lambeth geboren. In seiner frühen Kindheit verlor er infolge einer Infektion sein Augenlicht auf dem rechten Auge. Während des Ersten Weltkriegs verweigerte er aus Gewissensgründen den Kriegsdienst.
Von 1920 bis 1921 war Morrison für die Labour Party im Londoner Metropolitan Borough of Hackney Bürgermeister und wurde 1922 in den London City Council (LCC) gewählt. In den Unterhauswahlen 1923 wurde er im Wahlkreis Hackney South ins Parlament gewählt, verlor seinen Sitz aber wieder bei der Abwahl der Labour-Regierung von Ramsay MacDonald 1924. Er kehrte 1929 ins Parlament zurück und wurde von MacDonald zum Transportminister ernannt (bis 1931). In der Zeit der Nationalen Regierung gehörte er wieder dem LCC an und wurde 1934 dessen Chef. 1935 wurde er erneut ins Parlament gewählt und konkurrierte erfolglos mit Clement Attlee um den Parteivorsitz. Er äußerte sich in der Unterhausdebatte vom 22.–23. Mai 1939 ablehnend zum dritten Weißbuch für Palästina. 
In der neugebildeten Regierung Churchill wurde Morrison im Mai 1940 Versorgungsminister, im Oktober (während des „Blitz“) löste er John Anderson als Innenminister (Home Secretary) ab. 1943 bewarb er sich gegen Arthur Greenwood erfolglos um das Amt des Schatzmeisters der Labour Party. Nach dem Kriegsende war er an der Ausarbeitung des Labour-Manifests für die Unterhauswahlen 1945 beteiligt und leitete den Wahlkampf. Nach dem überraschend deutlichen Erfolg seiner Partei wurde er zum stellvertretenden Premierminister ernannt und wurde Leader of the House of Commons.
Nach dem Rücktritt Ernest Bevins als Außenminister im März 1951 folgte er ihm für wenige Monate bis zu den Unterhauswahlen in diesem Amt. 1955 kandidierte er im Alter von 67 Jahren erneut für den Parteivorsitz, schnitt aber bei der Wahl, die Hugh Gaitskell für sich entschied, als letzter ab. Nach seinem Ausscheiden aus dem Unterhaus 1959 wurde er zum Life Peer ernannt. Er wurde ferner Vorsitzender des British Board of Film Censors. Ihm zu Ehren benannt ist der Morrison-Gletscher in der Antarktis.
Morrison starb im Alter von 77 Jahren in London. Der Labour-Politiker Peter Mandelson, Minister unter Tony Blair und Gordon Brown, ist sein Enkel.